# ジャコーモ・フィリッポ・マラルディ
ジャコーモ・フィリッポ・マラルディ（Giacomo Filippo Maraldi、またはJacques Philippe Maraldi、1665年8月21日 - 1729年12月1日）は、イタリア生まれで、フランスで活躍した天文学者。イタリア・ジェノヴァ共和国のペリナルドに生まれた。ジョバンニ・カッシーニの甥で、1687年から1718年の間パリ天文台で働いた。マラルディの甥、ジャン・ドミニク・マラルディも天文学者である。
1700年から1718年の間、カッシーニとともに 星表の作成に携わり、1672年から特に火星の観測を行った。天文学上の業績は火星の極冠が火星の自転軸の真上にないこと、日食のコロナが太陽の現象で月の表面の現象でないことを示したこと、うみへび座R星が変光星であることを発見したことなどがある。
また、パリ子午線に沿った子午線弧長の測量にも携わっている。
菱形十二面体の面の内角の一方はおよそ109.47度（109度28分）、正確には {\displaystyle 180{}^{\circ }-\arccos {\frac {1}{3}}} である。1712年、マラルディはミツバチの巣の底にこの角度を見いだしたとされる。この角度は、自然界の構造物によく現れるもので、現在でも「マラルディの角」または「マラルディの角度」と呼ばれている。